# Michel Déon
Michel Déon (nacido como Édouard Michel, París, 4 de agosto de 1919-Galway, Irlanda; 28 de diciembre de 2016) fue un escritor, dramaturgo y editor francés. Adoptó el seudónimo de Michel Déon y después lo legalizó como su nombre oficial. Como escritor se le relaciona con el movimiento literario de  «Les Hussards» que en Francia hizo oposición a los existencialistas de Jean Paul Sartre.

## Datos biográficos
Tras una infancia pasada entre el barrio parisino del XVI y la Costa Azul, estudió en el Lycée Janson de Sailly de París y realizó estudios de derecho pero siempre soñando en una carrera literaria que al cabo de los años logró exitosamente.
Fue movilizado militarmente de 1940 a 1942. Después de ello, en noviembre de 1942, en Lyon, ocupó el cargo de secretario de la redacción del periódico L'Action française dirigido por Charles Maurras. 
Concluida la guerra se dedicó a viajar y recorrió Suiza, Italia, Estados Unidos, que recorre en tren y autobús gracias a una beca de la fundación Rockefeller, Canadá, Portugal y Grecia (a partir de 1959). En Irlanda, país del que se siente cercano culturalmente, pasó un largo tiempo en familia con su esposa y sus hijos. Muchos de sus libros están inspirados en esta estancia en Irlanda.
Al mismo tiempo que escribía, siguió una carrera de editor en la Casa Plon y como crítico literario en Les Nouvelles littéraires y en Le Journal du dimanche. Se relacionó también con la editorial La Table Ronde y se asoció al movimiento literario Les Hussards (Los Húsares), a pesar de que más tarde él mismo criticó este movimiento.
Pasando su tiempo entre Grecia e Irlanda, fue elegido miembro de la Academia Francesa el 8 de junio de 1978, al mismo tiempo que Edgar Faure. Fue recibido el 22 de febrero de 1979 por Félicien Marceau e hizo el elogio de su antecesor en la silla número 8 de la institución, Jean Rostand. Su carrera como académico está marcada por la revelación que él hizo ante el gran público francés de escritores como Vincent Delecroix (Tombeau d’Achille) y Jean Rolin (Chrétiennes). Es vicedecano de la sección encargada de la elección en la Academia. También es comendador de la Legión de Honor.
En 2010, se desempeñó como miembro del jurado del Premio Françoise Sagan.
El 7 de noviembre de 2010, se le otorgó el Premio Jean Ferré.

## Obra
Autor de diversas obras ilustradas principalmente por Jean Cortot, Olivier Debré, George Ball. Su bibliografía incluye más de 40 títulos de los que los principales han sido reunidos en un solo volumen en la colección  «Quarto» de Editions Gallimard en 2006). 
- Adieux à Sheila, novela, Robert Laffont, 1944
- Amours perdues, novela, Bordas, 1946
- Je ne veux jamais l’oublier, novela, Plon, 1950
- La Corrida, novela, Plon, 1952
- Le Dieu pâle, novela, Plon, 1954 (Prix des Sept)
- Tout l'amour du monde, I, Plon, 1955
- Plaisirs, novela, Editions de París, 1955 (bajo el nombre de Michel Férou)
- Lettre à un jeune Rastignac, Fasquelle, 1956
- Les Trompeuses Espérances, novela, Plon, 1956
- Les Gens de la nuit, novela, Plon, 1958
- L'Armée d'Algérie et la pacification, Plon, 1959
- La Carotte et le Bâton, novela, Plon, 1960
- Tout l'amour du monde, II, Plon, 1960
- Le Balcon de Spetsai, Gallimard, 1961 (Prix Kauffmann)
- Louis XIV par lui-même, Librairie Académique Perrin, 1964
- Le Rendez-vous de Patmos, Plon, 1965
- Mégalonose, La Table Ronde, 1967
- Un parfum de Jasmin, Gallimard, 1967
- Les Poneys sauvages, novela, Gallimard, 1970 (Premio Interallié)
- Un taxi mauve, novela, Gallimard, 1973 (Gran Premio de Novela de la Academia Francesa )
- Le Jeune Homme vert, novela, Gallimard, 1975
- Thomas et l'infini, Gallimard, 1975 pour la jeunesse
- Les Vingt Ans du jeune homme vert, novela, Gallimard, 1977
- Mes arches de Noé, récits, La Table Ronde, 1978
- Un déjeuner de soleil, novela, Gallimard, 1981
- Je vous écris d'Italie, novela, Gallimard, 1984
- Bagages pour Vancouver, La Table Ronde, 1985
- Ma vie n'est plus un roman, théâtre, Gallimard, 1987
- La Montée du soir, novela, Gallimard, 1987
- Un souvenir, novela, Gallimard, 1990
- Le Prix de l'amour, Gallimard, 1992
- Ariane ou l'oubli, théâtre, Gallimard, 1993
- Parlons-en..., conversación con Alice Déon, Gallimard, 1993
- Pages grecques, récits, Gallimard, 1993 (Le Balcon de Spetsai, Le Rendez-vous de Patmos, Spetsai revisité)
- Je me suis beaucoup promené, miscellanées, La Table Ronde, 1995
- Une longue amitié, lettres échangées avec André Fraigneau, La Table Ronde, 1995
- Le Flâneur de Londres, Robert Laffont, 1995
- Orphée aimait-il Eurydice?, Séguier, 1996
- La Cour des grands, novela, Gallimard, 1996
- L'Enfant et la sorcière, novela juvenil, Gallimard, 1998
- Madame Rose, novela, Albin Michel, 1998
- Pages françaises, Gallimard, 1999 (Mes arches de Noë, Bagages pour Vancouver, Post-scriptum)
- Taisez-vous, j'entends venir un ange, Gallimard, 2001
- Mentir est tout un art,  Éditions du Rocher, 2002
- Le poète, Éditions Sigalla, 2003
- Sarah, Éditions Sigalla, 2003
- Larbaud, heureux Larbaud, Éditions Sigalla, 2003
- La Chambre de ton père, Gallimard, 2004
- Guerres et novela, diálogos con Lakis Proguidis, Flammarion, 2005
- Cavalier, passe ton chemin!, Gallimard, 2005
- Œuvres, Gallimard, coll. « Quarto », 2006 (Thomas et l'infini, La Chambre de ton père, Les Trompeuses Espérances, Les Poneys sauvages, Un taxi mauve, Un déjeuner de soleil, La Montée du soir, Cavalier, Passe ton chemin !...)
- Lettres de château, Gallimard, 2009 (Prix Coup de Cœur de l'Essai du Point, 2009 )
- Cahier Déon, L'Herne, 2009. Cahier de L'Herne qui contient de nombreux inédits, témoignages et études sur son œuvre colaboraciones de Fernando Arrabal, Nicolas Briançon, Philippe Le Guillou, Frédéric Vitoux, Milan Kundera, Emmanuel Carrère, Yasmina Reza, Jean d'Ormesson, Xavier Darcos).
- Journal 1948-1983, L'Herne, 2009
- De Marceau à Déon, De Michel à Félicien, Lettres 1955-2005, correspondencia con Félicien Marceau, 2011
- Partir ! ..., Nicolas Chaudun, 2012

## Estudios sobre su obra
- Pol Vandromme, "Le Prince du bonheur" en "la Droite buissonnière", París, Les Sept Couleurs, 1960. "Michel Déon" en "Littérature de notre temps", París, Casterman, 1970.
- André Thérive, "Michel Déon" en "Livres de France", París, 1962.
- Kléber Haedens, "Une histoire de la littérature française", París, Grasset, 1970.
- Dossier "Michel Déon" : textos y testimonios de Pierre de Boisdeffre, André Fraigneau, Roland Laudenbach, Eric Lestrient, Jacques Perret, Philippe Sénart, Paul Sérant, Pol Vandromme y Michel Déon. "Matulu" n° 27, julio - agosto 1973.
- Michel Mourlet, "Ecrivains de France XXe siècle", reedición : "Le Calender Michel Déon", París, France Univers, 2011.